# Coenocorypha pusilla
Il beccaccino delle Chatham (Coenocorypha pusilla, Buller 1869) è un uccello della famiglia degli Scolopacidae.

## Sistematica
Coenocorypha pusilla non ha sottospecie, è monotipica.

## Distribuzione e habitat
Questo uccello vive esclusivamente su quattro piccole isole dell'arcipelago delle Chatham.